# Rhinobatidae
Die Rhinobatidae sind eine Familie der Rochen (Batoidea). Zu der Familie gehören die meisten Arten der sogenannten Geigen- oder Gitarrenrochen.

## Merkmale
Die Arten der Rhinobatidae sind kleine bis mittelgroße Rochen mit einer Maximallänge von 1,7 Metern. Der Rumpf ist stark abgeflacht, die aus Rumpf und Brustflossen bestehende Körperscheibe keil- oder schaufelförmig. Die Bauchflossen stehen deutlich hinter der Körperscheibe. Das Rostrum ist oft verlängert und vorn zugespitzt oder abgerundet. Augen und Spritzlöcher sind mittelgroß bis groß, die Spritzlöcher mit ein oder zwei Hautfalten versehen. Die Nasenöffnungen sind kurz und stehen schräg, die vorderen Nasenklappen sind oft sehr breit und in der Mitte oft zusammengewachsen. Das Maul ist gerade oder leicht gebogen. Die Haut der Fische ist in der Regel mit kleinen Placoidschuppen besetzt, manchmal aber auch unbeschuppt. Eine Reihe kleiner Dornen verläuft entlang der Rückenmittellinie, Felder kleiner Dornen liegen in der Nähe der Augen, auf der Schnauze und auf den „Schultern“. Der Schwanz ist abgeflacht und hat im unteren Bereich beider Seiten je eine längs laufende Hautfalte. Beide Hautfalten treffen an der Basis des nur wenig entwickelten unteren Schwanzflossenlobus zusammen. Die Schwanzflosse ist klein. Die zwei Rückenflossen sind deutlich getrennt und liegen hinter dem Ende der Bauchflossen.
Die Rochen sind auf ihrer Oberseite meist grau oder bräunlich gefärbt, einfarbig oder mit Linien, Balken oder Flecken gemustert. Die Ränder des Schädels und der Knorpel des Rostrums sind normalerweise nicht scharf von der Schnauze abgegrenzt. Die Bauchseite ist hauptsächlich weiß, schwarze Flecken sind manchmal auf der Schnauzenunterseite vorhanden.

## Systematik
Die Familie der Rhinobatidae wurde 1835 durch den französischen Biologen Charles Lucien Bonaparte eingeführt. In den meisten Fällen wurde sie als eine Gruppe urtümlicher Rochen angesehen, die am Beginn des Rochenstammbaums stehen und sie wurden in eine eigenständige Ordnung gestellt, die Rhinobatiformes oder den Rajiformes zugeordnet. Heute ist es sicher, dass die Rhinobatidae in ihrer ursprünglichen Zusammensetzung in der sie fast alle Geigen- oder Gitarrenrochen umfassten, eine paraphyletische Gruppe waren, d. h., sie gehen zwar auf eine gemeinsame Stammform zurück, das Taxon umfasst aber nicht alle von dieser Stammform abstammenden Formen. So stehen die Sägefische (Pristidae) tief innerhalb der Geigenrochen. Für diese Klade, die die Schwestergruppe der Stechrochenartigen (Myliobatiformes) darstellt, wurde 2016 der neue Ordnungsname Rhinopristiformes eingeführt.

## Gattungen und Arten
In der Familie gibt es drei Gattungen mit fast 40 Arten. Die drei Gattungen können anhand der Morphologie ihrer Nasalfalten und genetisch unterschieden werden.

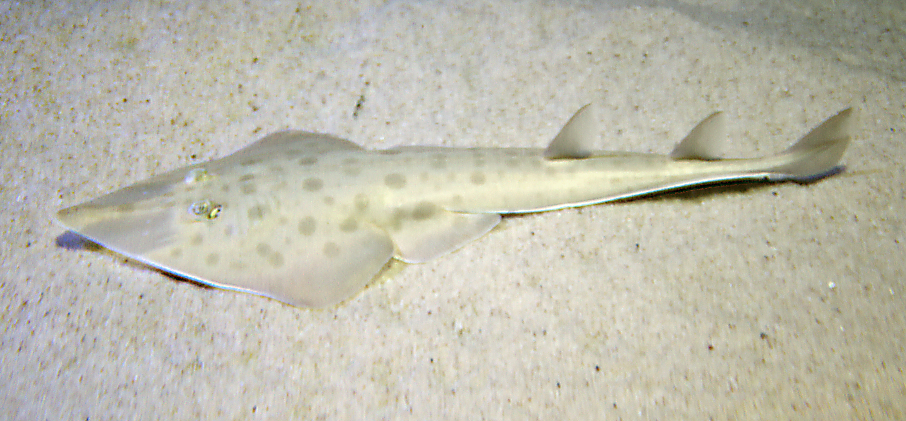
Acroteriobatus annulatus

- Gattung Acroteriobatus Giltay, 1928
  - Acroteriobatus andysabini Weigmann et al., 2021[2]
  - Acroteriobatus annulatus (Müller & Henle, 1841)
  - Acroteriobatus blochii (Müller & Henle, 1841)
  - Acroteriobatus leucospilus (Norman, 1926)
  - Acroteriobatus ocellatus (Norman, 1926)
  - Acroteriobatus omanensis Last et al., 2016
  - Acroteriobatus salalah (Randall & Compagno, 1995)
  - Acroteriobatus stehmanni Weigmann et al., 2021[2]
  - Acroteriobatus variegatus (Nair & Lal Mohan, 1973)
  - Acroteriobatus zanzibarensis (Norman, 1926)
- Gattung Pseudobatos Last, Séret & Naylor, 2016Pseudobatos percellens
  - Pseudobatos buthi Rutledge, 2019

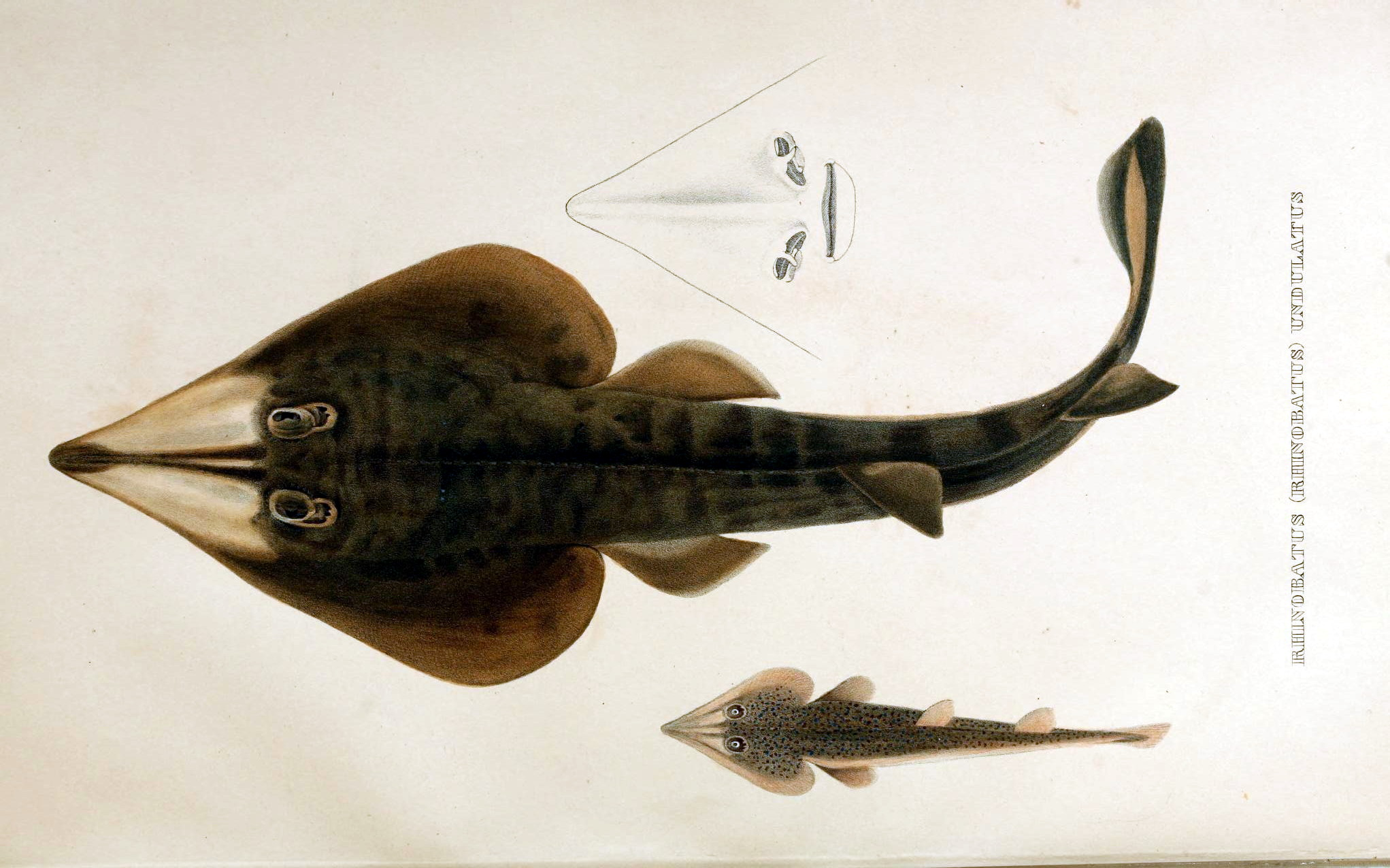
Pseudobatos percellens

  - Pseudobatos glaucostigmus (Jordan & Gilbert, 1883)
  - Pseudobatos horkelii (Müller & Henle, 1841)
  - Pseudobatos lentiginosus (Garman, 1880)
  - Pseudobatos leucorhynchus (Günther, 1867)
  - Pseudobatos percellens (Walbaum, 1792)
  - Pseudobatos planiceps (Garman, 1880)
  - Pseudobatos prahli (Acero P. & Franke, 1995)
  - Pazifischer Geigenrochen (Pseudobatos productus) (Ayres, 1854)
- Gattung Rhinobatos Linck, 1790Gemeiner Geigenrochen (Rhinobatos rhinobatos)

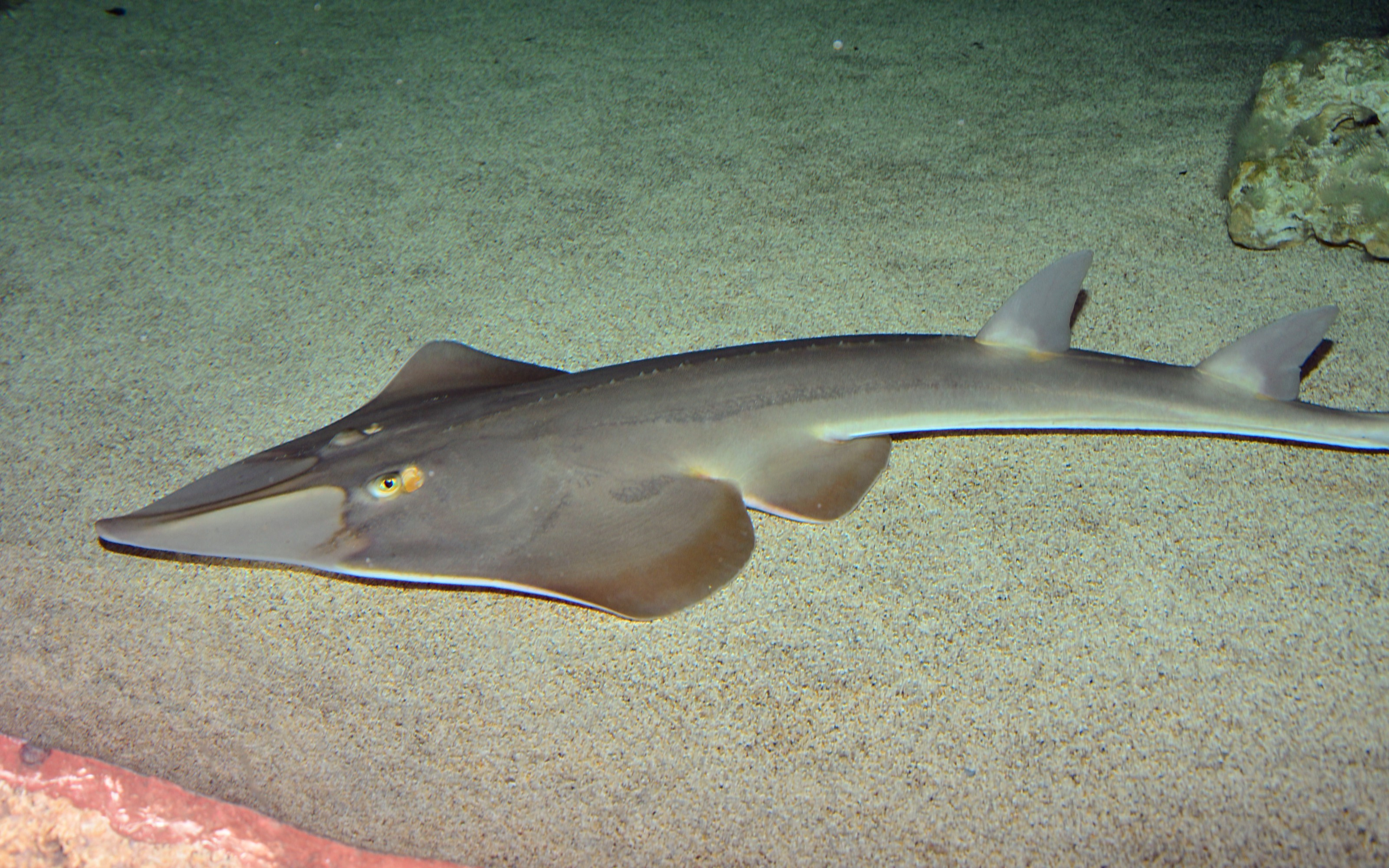
Gemeiner Geigenrochen (Rhinobatos rhinobatos)

  - Rhinobatos albomaculatus Norman, 1930
  - Rhinobatos annandalei Norman, 1926
  - Rhinobatos austini Ebert & Gon, 2017
  - Rhinobatos borneensis Last, Séret & Naylor, 2016
  - Rhinobatos holcorhynchus Norman, 1922
  - Rhinobatos hynnicephalus Richardson, 1846
  - Rhinobatos irvinei Norman, 1931
  - Rhinobatos jimbaranensis Last, White & Fahmi, 2006
  - Rhinobatos lionotus Norman, 1926
  - Rhinobatos manai White et al., 2016
  - Rhinobatos nudidorsalis Last, Compagno & Nakaya, 2004
  - Rhinobatos penggali Last, White & Fahmi, 2006
  - Rotmeer-Geigenrochen (Rhinobatos punctifer) Compagno & Randall, 1987
  - Rhinobatos ranongensis Last et al., 2019
  - Gemeiner Geigenrochen (Rhinobatos rhinobatos) (Linnaeus, 1758)
  - Rhinobatos sainsburyi Last, 2004
  - Schlegels Geigenrochen (Rhinobatos schlegelii) Müller & Henle, 1841
  - Rhinobatos whitei Last, Corrigan & Naylor, 2014